# 拉菲克·積波亞
拉菲克·蘇希亞·積波亞（阿拉伯語：رفيق زهير جبور，1985年3月8日—）出生於法國格勒諾布爾，阿爾及利亞足球員，司職前鋒。

## 球會

### 歐塞爾
拉菲克·積波亞在1998年時齡15歲時加入歐塞爾青年軍。在青年軍打滾五年後，他在2003年躍升一隊。19歲首次出戰職業賽。在他於歐塞爾的首個球季，他上陣17場射入5球。

### 拉路維爾
他在其首個球季的出色表現引來比甲拉路維爾的注目，在他的第二個職業球季，他似乎辜負了眾人對他的期望，上陣20場只取得3個入球。但是，2005年7月，積波亞卻獲得希臘球會阿斯特拉斯的邀請加盟。

### 阿斯特拉斯
積波亞在他於希臘的首個球季，他從9月到1月上陣共21場賽事，射入11球。他效力了半季便轉會至艾杜美圖斯，在賽季完結前他為新球會取得6球。

### 艾杜美圖斯
積波亞在其於艾杜美圖斯的首個入球嚴重受傷，這使他只獲得2次上陣機會，且沒有進帳。2006年1月，積波亞獲得希臘BIG3（包括AEK雅典、奧林比亞高斯和彭拿典奈高斯）的注目，但他最終加盟彭尼奧尼奧斯。

### 彭尼奧尼奧斯
積波亞在冬季轉會至彭尼奧尼奧斯，積波亞在球季剩餘的14場取得4球。在翌季，他上陣27場取得15個入球。2008年夏天，AEK雅典對這名入球率不俗的前鋒非常感興趣，2008年7月1日AEK雅典正式簽下積波亞。

### AEK雅典
2008年，積波亞以320萬歐元轉會至AEK雅典。積波亞在球隊主場對泰利普利斯一戰在第93分鐘取得其在新東家的首個入球，AEK雅典憑藉這個入球，以2:1反勝對手，全取3分。積波亞被揭和其隊友史高高在訓練時打鬥，而在2009年9月30日，有報道指積波亞和AEK雅典教練巴積域鬧翻，前者更被禁止在球季剩餘的4個月參與球會訓練。由於未能在AEK雅典操練，積波亞轉到蘇格蘭班霸些路迪和前英超霸主布力般流浪跟操。

## 國家隊
他在2006年8月首次亮相「沙漠之狐」阿爾及利亞，在一場非官方的友誼賽對伊斯迪斯時上陣。他的首場正式比賽是在翌日對加蓬，球隊以0:2見負。2008年6月6日對利比里亞取得首個國際賽入球。他是阿爾及利亞晉級世界盃決賽週的功臣，在2009年6月對埃及一仗攻入重要一球，助球隊以3:1擊敗對手。

## 統計

### 國際賽
| 國家隊     | 球季  | 上陣 | 入球 |
| ---------- | ----- | ---- | ---- |
| 阿尔及利亚 | 2006  | 01   | 0    |
| 阿尔及利亚 | 2008  | 06   | 1    |
| 阿尔及利亚 | 2009  | 06   | 2    |
| 阿尔及利亚 | 2010  | 05   | 0    |
| Total      | Total | 18   | 3    |

最後更新：2010-06-14

| # | 日期       | 地點                                 | 對賽球隊 | 入球 | 賽果 | 競賽               |
| - | ---------- | ------------------------------------ | -------- | ---- | ---- | ------------------ |
| 1 | 2008-06-06 | 阿爾及利亞 布列達 梅斯塔巴球場       | 利比里亚 | 1–0  | 3–0  | 2010年世界盃外圍賽 |
| 2 | 2009-06-07 | 阿爾及利亞 布列達 梅斯塔巴球場       | 埃及     | 3–0  | 3–1  | 2010年世界盃外圍賽 |
| 3 | 2009-08-12 | 阿爾及利亞 阿爾及爾 1962年7月5日球場 | 乌拉圭   | 1–0  | 1–0  | 友誼賽             |